# Сеник, Никита Олегович
Никита Олегович Сеник (род. 9 февраля 1990 года в Днепропетровской области) — украинский легкоатлет, Мастер спорта Украины международного класса, двукратный бронзовый призёр летних Паралимпийских игр 2008 года.

## Биография
Лёгкой атлетикой Никита Сеник начал заниматься с восьми лет, участвует в международных соревнованиях с 2006 года. На чемпионате мира 2006 года спортсмен завоевал золото в эстафете 4×100 и серебро на дистанции 60 м.
В возрасте 18 лет Никита Сеник принял участие в своей первой Паралимпиаде в Пекине. Пробежал стометровку в спортивном классе Т38 (нарушение опорно-двигательного аппарата) со временем 11.18. В беге на 200 м также завоевал бронзу.
В 2011 году в составе эстафеты 4×100 м стал Чемпионом Мира (Новая Зеландия).
Чемпион Европы 2012 года в дистанциях 100 м и 200 м.
Никита Сеник также участвовал в Паралимпийских играх 2012 года, был финалистом на дистанции 100 м, и участвовал в дистанции 200 м.
В 2013 году Никита Сеник завоевал бронзу чемпионата мира, а в следующем году на чемпионате Европы 2014 года взял золото в трех дисциплинах, в беге на 100, 200 м и дебютировал в прыжках в длину.
Участник Паралимпийских игр 2016 года в Рио, 5е место в прыжках в длину.
На чемпионате мира 2017 года в Лондоне занял третье место в прыжках в длину, уступив двум китайским прыгунам.
На чемпионате мира по лёгкой атлетике 2019 года в Дубае выступал в двух дисциплинах в категории T38: в беге на 100 метров и в прыжках в длину — и завоевал бронзовую награду. 11 ноября выступал в третьем забеге полуфинала на 100 метров и не попал в квалификацию. 15 ноября Сеник прыгнул на 6,38 метров и завоевал третье место. Первым стал китаец Чу Дениг с результатом 6,61, а вторым — представитель России Хетаг Хинчагов.